# 西晉江州行政區劃
西晉元康元年（291年）分揚、荊2州共10郡置江州，州治所在南昌縣（今江西省南昌市）。州名取自長江古名江水。範圍在今江西省及福建省的大部分地區。

## 郡級行政區
江州領原揚州的豫章、鄱陽、廬陵、臨川、南康、建安、晉安7郡，荊州的武昌、桂陽、安成3郡。永興元年（304年）增置尋陽郡。永嘉元年（307年）桂陽郡移屬湘州。西晉末領10郡。
豫章郡
孫吳舊郡，晉平吳後郡治仍在南昌縣（今江西省南昌市），領南昌、海昏、新淦、建城、望蔡（原名上蔡）、永修、建昌、吳平（原名漢平）、豫寧（原名西安）、彭澤、艾、康樂（原名陽樂）、豐城（原名富城）、新吳、宜豐15縣。晉平吳後鄱陽郡鍾陵縣來隸。永嘉元年（307年）彭澤縣移屬尋陽郡。太康十年（289年）封晉武帝之子司馬熾為豫章王，郡改為豫章國，永嘉五年（311年）豫章王司馬端被立為皇太子，國除為郡。西晉末領15縣。
鄱陽郡
孫吳舊郡，晉平吳後郡治仍在鄱陽縣（今江西省鄱陽縣東北），晉平吳後鄱陽郡治移往廣晉縣（今江西省鄱陽縣北石門街鎮），領鄱陽、餘汗、鄡陽、上饒、葛陽、樂安、鍾陵、廣晉（原名廣昌）、歷陵（原名歷陽）9縣。後廢上饒縣，鍾陵縣移屬豫章郡，增置晉興縣。西晉末領廣晉、鄱陽、樂安、餘汗、鄡陽、歷陵、葛陽、晉興8縣。
廬陵郡
孫吳舊郡，郡治高昌縣（今江西省吉安市西南），晉平吳後郡治移往石陽縣（今江西省吉水縣東北），領石陽、高昌、西昌、巴丘、東昌、遂興（原名新興）、吉陽、興平、陽豐（原名陽城）、雩都、贛、南野、南康（原名南安）、揭陽、寧都（原名陽都）、平固（原名平陽）16縣。太康三年（282年），廬陵南部都尉改置南康郡，都尉管轄的廬陵郡南部7縣移屬南康郡。西晉末領9縣。
臨川郡
孫吳舊郡，郡治南城縣（今江西省南城縣東南），晉平吳後，郡治移往臨汝縣（今江西省撫州市西南），領臨汝、西豐（原名西平）、新南城（原名南城）、東興、南豐、永城、宜黃、安浦、西寧（原名西城）、新建10縣。至西晉末不變。
建安郡
孫吳舊郡，晉平吳後郡治仍在建安縣（今福建省建甌市南），領建安、侯官、建平、邵武（原名昭武）、吳興、將樂、延平（原名南平）、晉安（原名東安）8縣，增置東平縣。太康三年（282年）晉安、侯官2縣移屬晉安郡。西晉末領建安、吳興、東平、建陽、將樂、邵武、延平7縣。
南康郡
孫吳時置廬陵南部都尉，管轄廬陵郡南部7縣，西晉平吳後，於太康三年（282年）改置為南康郡。郡治雩都縣（今江西省于都縣北），領雩都、贛、平固（原名平陽）、南康（原名南安）、揭陽、南野、寧都（原名揚都）7縣，至西晉末不變。
晉安郡
太康三年（282年）分建安、臨海2郡置，郡治候官縣（今福建省福州市），領候官、晉安、羅江、原豐、新羅、宛平、同安、溫麻8縣，至西晉末不變。
武昌郡
孫吳名江夏郡，晉平吳後改孫吳江夏郡為武昌郡，郡治武昌縣（今湖北省鄂州市鄂城區），領武昌、柴桑、陽新、沙陽（原名沙羨）、竟陵、雲杜、下雉6縣。後蘄春郡高陵（原名安豐）、邾、尋陽3縣來隸，增置鄂、沙羨2縣，廢下雉縣。太康二年（281年）尋陽縣移屬廬江郡，邾縣移屬弋陽郡，竟陵、雲杜2縣移屬江夏郡，高陵縣疑後來廢縣。永興元年（304年）柴桑縣移屬尋陽郡。西晉末領武昌、陽新、沙陽、沙羨、鄂5縣。
安成郡
孫吳舊郡，晉平吳後郡治仍在平都縣（今江西省安福縣東南，瀘水東岸），領平都、宜春、新渝、永新、安復（原名安成）、萍鄉、廣興（280年左右置）7縣，至西晉末不變。
尋陽郡
永興元年（304年）分廬江郡尋陽縣及武昌郡柴桑縣置郡，郡治柴桑縣（今江西省九江市西南）。永嘉元年（307年）豫章郡彭澤縣來隸。西晉末領3縣。

## 縣級行政區
| 江州（州治：南昌縣）                                                                            |        |        |                                            |                                                 |                                                                           |
| 說明：本表為西晉建興四年（316年）江州各郡所轄的縣份；以深灰色表示者，為曾經建置，後來廢除的縣份 |        |        |                                            |                                                 |                                                                           |
| 郡名 （縣數）                                                                                   | 郡治   | 縣名   | 今地位置(2012年12月)                       | 隸屬郡國                                        | 備注                                                                      |
| 豫章郡 （15）                                                                                   | 南昌縣 | 南昌縣 | 今江西省南昌市                             | 豫章郡(280-316，豫章國289-311)                  |                                                                           |
| 豫章郡 （15）                                                                                   | 南昌縣 | 海昏縣 | 今江西省新建縣東北象山鎮                   | 豫章郡(280-316，豫章國289-311)                  |                                                                           |
| 豫章郡 （15）                                                                                   | 南昌縣 | 新淦縣 | 今江西省樟樹市                             | 豫章郡(280-316，豫章國289-311)                  |                                                                           |
| 豫章郡 （15）                                                                                   | 南昌縣 | 建城縣 | 今江西省高安市城區                         | 豫章郡(280-316，豫章國289-311)                  |                                                                           |
| 豫章郡 （15）                                                                                   | 南昌縣 | 望蔡縣 | 今江西省上高縣                             | 豫章郡(280-316，豫章國289-311)                  | 孫吳為上蔡縣。晉平吳後改名望蔡縣。                                        |
| 豫章郡 （15）                                                                                   | 南昌縣 | 永修縣 | 今江西省永修縣西北                         | 豫章郡(280-316，豫章國289-311)                  |                                                                           |
| 豫章郡 （15）                                                                                   | 南昌縣 | 建昌縣 | 今江西省奉新縣西                           | 豫章郡(280-316，豫章國289-311)                  |                                                                           |
| 豫章郡 （15）                                                                                   | 南昌縣 | 吳平縣 | 今江西省樟樹市西吳城鄉                     | 豫章郡(280-316，豫章國289-311)                  | 孫吳為漢平縣。晉平吳後改名吳平縣。                                        |
| 豫章郡 （15）                                                                                   | 南昌縣 | 豫寧縣 | 今江西省武寧縣西甫田鄉                     | 豫章郡(280-316，豫章國289-311)                  | 孫吳為西安縣。晉平吳後改名豫寧縣。                                        |
| 豫章郡 （15）                                                                                   | 南昌縣 | 艾縣   | 今江西省修水縣西                           | 豫章郡(280-316，豫章國289-311)                  |                                                                           |
| 豫章郡 （15）                                                                                   | 南昌縣 | 康樂縣 | 今江西省萬載縣東北                         | 豫章郡(280-316，豫章國289-311)                  | 孫吳為陽樂縣。晉平吳後改名康樂縣。                                        |
| 豫章郡 （15）                                                                                   | 南昌縣 | 豐城縣 | 今江西省豐城市                             | 豫章郡(280-316，豫章國289-311)                  | 孫吳為富城縣。晉平吳後改名豐城縣。                                        |
| 豫章郡 （15）                                                                                   | 南昌縣 | 新吳縣 | 今江西省奉新縣西會埠鎮                     | 豫章郡(280-316，豫章國289-311)                  |                                                                           |
| 豫章郡 （15）                                                                                   | 南昌縣 | 宜豐縣 | 今江西省宜豐縣北                           | 豫章郡(280-316，豫章國289-311)                  |                                                                           |
| 豫章郡 （15）                                                                                   | 南昌縣 | 鍾陵縣 | 今江西省進賢縣西羅溪鎮                     | 鄱陽郡(280)→豫章郡(280-316，豫章國289-311)      |                                                                           |
| 鄱陽郡 （8）                                                                                    | 廣晉縣 | 廣晉縣 | 今江西省鄱陽縣北石門街鎮                   | 鄱陽郡(280-316)                                 | 孫吳為廣昌縣。晉平吳後改名廣晉縣。                                        |
| 鄱陽郡 （8）                                                                                    | 廣晉縣 | 鄱陽縣 | 今江西省鄱陽縣東北                         | 鄱陽郡(280-316)                                 |                                                                           |
| 鄱陽郡 （8）                                                                                    | 廣晉縣 | 樂安縣 | 今江西省德興市東北                         | 鄱陽郡(280-316)                                 |                                                                           |
| 鄱陽郡 （8）                                                                                    | 廣晉縣 | 餘汗縣 | 今江西省餘干縣駐地玉亭鎮                   | 鄱陽郡(280-316)                                 |                                                                           |
| 鄱陽郡 （8）                                                                                    | 廣晉縣 | 鄡陽縣 | 今江西省新建縣東北鄱陽湖中                 | 鄱陽郡(280-316)                                 |                                                                           |
| 鄱陽郡 （8）                                                                                    | 廣晉縣 | 歷陵縣 | 今江西省德安縣東北                         | 鄱陽郡(280-316)                                 | 孫吳為歷陽縣。晉平吳後改名歷陵縣。                                        |
| 鄱陽郡 （8）                                                                                    | 廣晉縣 | 葛陽縣 | 今江西省弋陽縣江北弋江鎮                   | 鄱陽郡(280-316)                                 |                                                                           |
| 鄱陽郡 （8）                                                                                    | 廣晉縣 | 晉興縣 | 地望不詳                                   | 鄱陽郡(280?-316)                                | 晉平吳後置縣。                                                            |
| 鄱陽郡 （8）                                                                                    | 廣晉縣 | 上饒縣 | 今江西省上饒市                             | 鄱陽郡(280)                                     | 晉平吳後廢縣。                                                            |
| 廬陵郡 （9）                                                                                    | 石陽縣 | 石陽縣 | 今江西省吉水縣東北                         | 廬陵郡(280-316)                                 |                                                                           |
| 廬陵郡 （9）                                                                                    | 石陽縣 | 高昌縣 | 今江西省吉安市西南                         | 廬陵郡(280-316)                                 |                                                                           |
| 廬陵郡 （9）                                                                                    | 石陽縣 | 西昌縣 | 今江西省泰和縣西                           | 廬陵郡(280-316)                                 |                                                                           |
| 廬陵郡 （9）                                                                                    | 石陽縣 | 巴丘縣 | 今江西省峽江縣                             | 廬陵郡(280-316)                                 |                                                                           |
| 廬陵郡 （9）                                                                                    | 石陽縣 | 東昌縣 | 今江西省吉安市南永和鎮                     | 廬陵郡(280-316)                                 |                                                                           |
| 廬陵郡 （9）                                                                                    | 石陽縣 | 遂興縣 | 今江西省萬安縣縣治贛江西岸                 | 廬陵郡(280-316)                                 | 孫吳名新興縣，晉平吳後復名遂興縣。                                        |
| 廬陵郡 （9）                                                                                    | 石陽縣 | 吉陽縣 | 今江西省永豐縣東南古縣鎮                   | 廬陵郡(280-316)                                 |                                                                           |
| 廬陵郡 （9）                                                                                    | 石陽縣 | 興平縣 | 今江西省永豐縣東北                         | 廬陵郡(280-316)                                 |                                                                           |
| 廬陵郡 （9）                                                                                    | 石陽縣 | 陽豐縣 | 今江西省吉水縣東北八都鎮                   | 廬陵郡(280-316)                                 | 孫吳名陽城縣，晉平吳後改名陽豐縣。                                        |
| 臨川郡 （10）                                                                                   | 臨汝縣 | 臨汝縣 | 今江西省撫州市西南                         | 臨川郡(280-316)                                 |                                                                           |
| 臨川郡 （10）                                                                                   | 臨汝縣 | 西豐縣 | 今江西省撫州市南                           | 臨川郡(280-316)                                 | 孫吳名西平縣，晉平吳後改名西豐縣。                                        |
| 臨川郡 （10）                                                                                   | 臨汝縣 | 南城縣 | 今江西省南城縣東南                         | 臨川郡(280-316)                                 | 孫吳名南城縣，晉平吳後改名新南城縣。                                      |
| 臨川郡 （10）                                                                                   | 臨汝縣 | 東興縣 | 今江西省黎川縣東北                         | 臨川郡(280-316)                                 |                                                                           |
| 臨川郡 （10）                                                                                   | 臨汝縣 | 南豐縣 | 今江西省廣昌縣東                           | 臨川郡(280-316)                                 |                                                                           |
| 臨川郡 （10）                                                                                   | 臨汝縣 | 永城縣 | 今江西省黎川縣北                           | 臨川郡(280-316)                                 |                                                                           |
| 臨川郡 （10）                                                                                   | 臨汝縣 | 宜黃縣 | 今江西省宜黃縣東                           | 臨川郡(280-316)                                 |                                                                           |
| 臨川郡 （10）                                                                                   | 臨汝縣 | 安浦縣 | 今江西省樂安縣西南                         | 臨川郡(280-316)                                 |                                                                           |
| 臨川郡 （10）                                                                                   | 臨汝縣 | 西寧縣 | 今江西省崇仁縣南                           | 臨川郡(280-316)                                 | 孫吳名西城縣，晉平吳後改名西寧縣。                                        |
| 臨川郡 （10）                                                                                   | 臨汝縣 | 新建縣 | 今江西省樂安縣北                           | 臨川郡(280-316)                                 |                                                                           |
| 建安郡 （7）                                                                                    | 建安縣 | 建安縣 | 今福建省建甌市南                           | 建安郡(280-316)                                 |                                                                           |
| 建安郡 （7）                                                                                    | 建安縣 | 吳興縣 | 今福建省浦城縣                             | 建安郡(280-316)                                 |                                                                           |
| 建安郡 （7）                                                                                    | 建安縣 | 建陽縣 | 今福建省建陽市東                           | 建安郡(280-316)                                 | 孫吳名建平縣，晉平吳後於太康四年（283年）改名建陽縣。縣名取在山之陽為名。 |
| 建安郡 （7）                                                                                    | 建安縣 | 邵武縣 | 今福建省邵武市                             | 建安郡(280-316)                                 | 孫吳名昭武縣，晉平吳後改名邵武縣。                                        |
| 建安郡 （7）                                                                                    | 建安縣 | 將樂縣 | 今福建省將樂縣                             | 建安郡(280-316)                                 |                                                                           |
| 建安郡 （7）                                                                                    | 建安縣 | 延平縣 | 今福建省南平市                             | 建安郡(280-316)                                 | 孫吳名南平縣，晉平吳後改名延平縣。                                        |
| 建安郡 （7）                                                                                    | 建安縣 | 東平縣 | 地望不詳                                   | 建安郡(280-316)                                 | 晉平吳後置縣。                                                            |
| 南康郡 （7）                                                                                    | 雩都縣 | 雩都縣 | 今江西省于都縣北                           | 廬陵郡(280-282)→南康郡(282-316)                 |                                                                           |
| 南康郡 （7）                                                                                    | 雩都縣 | 贛縣   | 今江西省贛州市西                           | 廬陵郡(280-282)→南康郡(282-316)                 |                                                                           |
| 南康郡 （7）                                                                                    | 雩都縣 | 南野縣 | 今江西省南康市南                           | 廬陵郡(280-282)→南康郡(282-316)                 |                                                                           |
| 南康郡 （7）                                                                                    | 雩都縣 | 南康縣 | 今江西省贛州市西                           | 廬陵郡(280-282)→南康郡(282-316)                 | 孫吳名南安縣，晉平吳後改名南康縣。                                        |
| 南康郡 （7）                                                                                    | 雩都縣 | 陂陽縣 | 今江西省寧都縣東南                         | 廬陵郡(280-282)→南康郡(282-316)                 | 孫吳名揭城縣，晉平吳於太康五年（284年）改名陂陽縣。縣名取自河名陂陽水。   |
| 南康郡 （7）                                                                                    | 雩都縣 | 寧都縣 | 今江西省寧都縣南                           | 廬陵郡(280-282)→南康郡(282-316)                 | 孫吳名揚都縣，晉平吳後改名寧都縣。                                        |
| 南康郡 （7）                                                                                    | 雩都縣 | 平固縣 | 今江西省興國縣南                           | 廬陵郡(280-282)→南康郡(282-316)                 | 孫吳名平陽縣，晉平吳後改名平固縣。                                        |
| 晉安郡 （8）                                                                                    | 候官縣 | 候官縣 | 今福建省福州市                             | 建安郡(280-282)→晉安郡(282-316)                 |                                                                           |
| 晉安郡 （8）                                                                                    | 候官縣 | 晉安縣 | 今福建省南安市東豐州鎮                     | 建安郡(280-282)→晉安郡(282-316)                 | 孫吳名東安縣，晉平吳後改名晉安縣。                                        |
| 晉安郡 （8）                                                                                    | 候官縣 | 羅江縣 | 地望不詳，勞榦考證當在福建省東北部沿海。   | 臨海郡(280-282)→晉安郡(282-316)                 |                                                                           |
| 晉安郡 （8）                                                                                    | 候官縣 | 原豐縣 | 今福建省福州市                             | 晉安郡(282-316)                                 | 孫吳時置建安典船校尉於此，太康三年（282年）改置縣。                       |
| 晉安郡 （8）                                                                                    | 候官縣 | 新羅縣 | 今福建省連城縣南                           | 晉安郡(282-316)                                 | 與晉安郡同時在太康三年（282年）設置。                                     |
| 晉安郡 （8）                                                                                    | 候官縣 | 宛平縣 | 地望不詳                                   | 晉安郡(282-316)                                 | 與晉安郡同時在太康三年（282年）設置。                                     |
| 晉安郡 （8）                                                                                    | 候官縣 | 同安縣 | 今福建省廈門市同安區                       | 晉安郡(282-316)                                 | 與晉安郡同時在太康三年（282年）設置。                                     |
| 晉安郡 （8）                                                                                    | 候官縣 | 溫麻縣 | 疑在今福建省連江縣南一帶                   | 晉安郡(283-316)                                 | 太康四年（283年）置縣。                                                   |
| 安成郡 （7）                                                                                    | 平都縣 | 平都縣 | 今江西省安福縣東南，瀘水東岸               | 安成郡(280-316)                                 |                                                                           |
| 安成郡 （7）                                                                                    | 平都縣 | 宜春縣 | 今江西省宜春市                             | 安成郡(280-316)                                 |                                                                           |
| 安成郡 （7）                                                                                    | 平都縣 | 新渝縣 | 今江西省新余市西                           | 安成郡(280-316)                                 |                                                                           |
| 安成郡 （7）                                                                                    | 平都縣 | 永新縣 | 今江西省永新縣西                           | 安成郡(280-316)                                 |                                                                           |
| 安成郡 （7）                                                                                    | 平都縣 | 安復縣 | 今江西省安福縣西北，瀘水北岸               | 安成郡(280-316)                                 | 孫吳名安成縣，晉平吳後改名安復縣。                                        |
| 安成郡 （7）                                                                                    | 平都縣 | 萍鄉縣 | 今江西省蘆溪縣                             | 安成郡(280-316)                                 |                                                                           |
| 安成郡 （7）                                                                                    | 平都縣 | 廣興縣 | 今江西省蓮花縣南                           | 安成郡(280-316)                                 | 晉平吳後置縣。                                                            |
| 武昌郡 （5）                                                                                    | 武昌縣 | 武昌縣 | 今湖北省鄂州市鄂城區                       | 武昌郡(280-316，江夏郡280)                      |                                                                           |
| 武昌郡 （5）                                                                                    | 武昌縣 | 陽新縣 | 今湖北省陽新縣西，通山縣東交界處           | 武昌郡(280-316，江夏郡280)                      |                                                                           |
| 武昌郡 （5）                                                                                    | 武昌縣 | 沙羨縣 | 今湖北省武漢市武昌區                       | 武昌郡(280-316)                                 | 晉平吳後置縣。                                                            |
| 武昌郡 （5）                                                                                    | 武昌縣 | 沙陽縣 | 今湖北省武漢市武昌區，後移治今湖北省嘉魚縣 | 武昌郡(280-316，江夏郡280)                      | 孫吳名沙羨縣，晉平吳後改名沙陽縣。                                        |
| 武昌郡 （5）                                                                                    | 武昌縣 | 鄂縣   | 今湖北省鄂州市鄂城區西                     | 武昌郡(280-316)                                 | 晉太康元年（280）分武昌縣置縣。                                           |
| 武昌郡 （5）                                                                                    | 武昌縣 | 高陵縣 | 疑今湖北省羅田縣內                         | 蘄春郡(280)→武昌郡(280-？)                      | 孫吳名安豐縣，晉平吳後改名高陵縣。疑不久廢縣。                            |
| 武昌郡 （5）                                                                                    | 武昌縣 | 下雉縣 | 今湖北省陽新縣東，富水南岸                 | 江夏郡(280)                                     | 晉平吳後廢縣。                                                            |
| 尋陽郡 （3）                                                                                    | 柴桑縣 | 柴桑縣 | 今江西省九江市西南                         | 武昌郡(280-304)→尋陽郡(304-316)                 |                                                                           |
| 尋陽郡 （3）                                                                                    | 柴桑縣 | 尋陽縣 | 今湖北省黃梅縣西南                         | 武昌郡(280-281)→廬江郡(281-304)→尋陽郡(304-316) |                                                                           |
| 尋陽郡 （3）                                                                                    | 柴桑縣 | 彭澤縣 | 今江西省湖口縣東                           | 豫章郡(280-307)→尋陽郡(307-316)                 |                                                                           |

## 出處
1. ↑  《晉書》卷15〈地理志下〉：「惠帝元康元年，有司奏，荊、揚二州疆土廣遠，統理尤難，於是割揚州之豫章、鄱陽、廬陵、臨川、南康、建安、晉安、荊州之武昌、桂陽、安成，合十郡，因江水之名而置江州。」；《宋書》卷37〈州郡志三〉：「江州刺史，晉惠帝元康元年，分揚州之豫章、鄱陽、廬陵、臨川、南康、建安、晉安，荊州之武昌、桂陽、安成十郡為江州。初治豫章。」
2. ↑  《晉書》卷5〈孝懷帝紀〉。
3. ↑  《元和郡縣圖志》卷28〈江南道四·饒州〉：「鄱陽縣，孫權分豫章置鄱陽郡，理於此。晉武帝改為廣晉。」
4. ↑  《元和郡縣圖志》卷28〈江南道四·吉州〉：「吉州，本秦廬陵，屬九江郡。獻帝興平二年，分豫章於此置廬陵郡，晉太康中移郡於石陽縣廬陵縣……本漢石陽縣，晉移郡於此」
5. ↑  《方輿紀要》卷86〈江西四〉：「三國吳太平二年，分屬臨川郡郡治臨汝縣。晉、宋以後因之。」
6. ↑  《晉書》卷15〈地理志下〉：「南康郡，太康三年置。」；《宋書》卷36〈州郡志二〉：「南康公相，晉武帝太康三年，以廬陵南部都尉立。」《元和郡縣圖志》卷28〈江南道四·虔州〉：「孫權嘉禾五年，分廬陵立南部都尉，理雩都，晉武帝太康三年罷都尉，立為南康郡，至永和五年移理贛。」
7. ↑  《晉書》卷15〈地理志下〉：「晉安郡，太康三年置。」；《宋書》卷37〈州郡志三〉：「晉安太守，晉武帝太康三年，分建安立。」
8. ↑  《宋書》卷37〈州郡志三〉：「武昌太守，《晉起居注》，太康元年，改江夏為武昌郡。」
9. 1 2  《宋書》卷37〈州郡志三·尋陽太守〉：「晉武帝太康元年，省蘄春郡，以尋陽屬武昌，改蘄春之安豐為高陵及邾縣，皆屬武昌。二年，以武昌之尋陽復屬廬江郡。」
10. ↑  《宋書》卷36〈州郡志二·尋陽太守〉：「柴桑男相，二漢屬豫章，晉屬武昌。（尋陽）郡既立，治此。」
11. ↑  《晉書》卷15〈地理志下〉：「永興元年，分廬江之尋陽、武昌之柴桑二縣置尋陽郡，屬江州……懷帝永嘉元年，又以豫章之彭澤縣屬尋陽郡。」
12. ↑  《宋書》卷36〈州郡志二·豫章太守〉：「望蔡子相，漢靈帝中平中，汝南上蔡民分徙此地，立縣名曰上蔡，晉武帝太康元年更名。」
13. ↑  《宋書》卷36〈州郡志二·豫章太守〉：「吳平侯相，漢靈帝中平中立曰漢平，吳更名。[註 1]」
14. ↑  《宋書》卷36〈州郡志二·豫章太守〉：「豫寧侯相，漢獻帝建安中立，吳曰西安，晉武帝太康元年更名。」；《太平寰宇記》卷106〈洪州武寧縣〉：「古西安縣也，漢獻帝建安中分海昏縣立西安縣，至晉太康元年改為豫寧。」
15. ↑  《宋書》卷36〈州郡志二·豫章太守〉：「康樂侯相，吳孫權黃武中立曰陽樂，晉武帝太康元年更名。」
16. ↑  《宋書》卷36〈州郡志二·豫章太守〉：「豐城侯相，吳立曰富城，晉武帝太康元年更名。」
17. ↑  《宋書》卷36〈州郡志二·鄱陽太守〉：「廣晉令，吳立曰廣昌，晉武帝太康元年更名。」
18. ↑  《宋書》卷36〈州郡志二·鄱陽太守〉：「上饒男相，吳立。《太康地志》有，王隱《地道》無。」；《輿地廣記》卷24〈江南東路·信州上饒縣〉：「吳置，晉省之，宋復置。」
19. ↑  《宋書》卷36〈州郡志二·廬陵太守〉：「遂興男相，吳立曰新興，晉武帝太康元年更名。」
20. ↑  《宋書》卷36〈州郡志二·廬陵太守〉：「陽豐男相，吳曰陽城，晉武帝太康元年更名。」
21. ↑  《宋書》卷36〈州郡志二·臨川內史〉：「西豐侯相，吳立曰西平，晉武帝太康元年更名。」；《太平寰宇記》卷110〈撫州臨川縣〉：「吳太平二年，以臨汝縣為臨川郡，於郡南更置西平縣，晉改為西豐。」
22. ↑  《宋書》卷36〈州郡志二·臨川內史〉：「南城男相，漢舊縣，晉武帝太康元年，更曰新南城。」
23. ↑  《太平寰宇記》卷110〈撫州〉：「吳太平二年以南城、臨汝二縣置臨川郡，更增置宜黃、安浦、新建、西平、西城、東興、南豐、永城八縣。至晉改西平為西豐，改西城為西寧。」
24. ↑  《宋書》卷36〈州郡志二·建安太守〉：「建陽男相，《晉太康地志》有。」；《元和郡縣圖志》卷29〈江南道五·建州建陽縣〉：「本上饒縣地，吳分置建平縣，晉太元（當作太康）四年改為建陽。」
25. ↑  《宋書》卷36〈州郡志二·建安太守〉：「邵武子相，吳立曰昭武，晉武帝更名。」
26. ↑  《太平寰宇記》卷100〈南劍州〉：「本古之南平縣餘跡也，自晉武帝時為延平縣。」[註 4]
27. ↑  《宋書》卷36〈州郡志二·廬陵太守〉：「南康公相，吳立曰南安[註 6]，晉武帝太康元年更名。」；《太平寰宇記》卷108〈虔州信豐縣〉：「獻帝初平二年分南壄立南安縣，晉武帝改為南康。」
28. ↑  《宋書》卷36〈州郡志二·南康公相〉：「陂陽男相，吳立曰揭陽，晉武帝太康五年，以南康（原誤作「西康」）揭陽移治故陂陽縣，改曰陂縣，然則陂陽先已為縣矣。後漢郡國無，疑是吳所立而改曰揭陽也。」；《太平寰宇記》卷108〈虔州虔化縣〉：「吳嘉禾五年置揭陽縣，晉太康五年改為陂陽縣，以陂陽水為名。」
29. ↑  《宋書》卷36〈州郡志二·南康公相〉：「寧都子相，吳立曰楊都，晉武帝太康元年更名。」；《舊唐書》卷40〈地理志三〉：「虔化，吳分贛立陽都縣，晉改為寧都。」；《太平寰宇記》卷108〈虔州虔化縣〉：「吳大帝分贛縣立陽都縣，《吳錄》、《地志》屬廬陵南部，晉武帝改為寧都。」；《元和郡縣圖志》卷28〈江南道四·虔州虔化縣〉：「本漢贛縣地，吳寶鼎三年初置新都，晉太康元年改為寧都。」
30. ↑  《宋書》卷36〈州郡志二·南康公相〉：「平固侯相，吳立曰平陽，晉武帝太康元年更名。」
31. ↑  《宋書》卷36〈州郡志二·晉安太守〉：「晉安男相，吳立曰東安，晉武帝更名。」
32. ↑  《宋書》卷36〈州郡志二·晉安太守〉：「原豐令，晉武帝太康三年，省建安典船校尉立。」
33. ↑  《宋書》卷36〈州郡志二·晉安太守〉：「溫麻令，晉武帝太康四年，以溫麻船屯立。」
34. ↑  《宋書》卷36〈州郡志二·安成太守〉：「安復侯相，漢舊縣，本名安成，晉武帝太康元年更名。」
35. ↑  《宋書》卷36〈州郡志二·安成太守〉：「廣興侯相，《晉太康地志》有此縣，何云江左立，非也。」
36. 1 2 3  《宋書》卷36〈州郡志二·江夏太守〉：「沙陽男相，二漢舊縣，本名沙羡，屬武昌，晉武帝太康元年更名，又立沙羡，而沙陽徙今所治。」
37. ↑  《宋書》卷36〈州郡志二·巴陵太守〉：「鄂令，漢舊縣，屬江夏。吳改鄂為武昌，晉武帝太康元年，復立鄂縣，而武昌如故。」

### 書籍
- 吳增僅，《三國郡縣表》，上海：開明書局，1937
- 李錫甫，《漢晉城陽郡沿革考》，國立編譯館館刊第6卷第一期，1977
- 劉琳，《華陽國志校注》，成都：巴蜀書社，1984
- 李曉杰，《東漢政區地理》，北京：人民出版社，1987
- 胡阿祥，《六朝疆域與政區研究》（增訂本），北京：學苑出版社，2005
- 錢儀吉、楊晨，《三國會要》，上海：上海古籍出版社，2006
- 陳健梅，《孫吳政區地理研究》，長沙：岳麓書社，2007
- 孔祥軍，《三國政區地理研究》，南京：南京大學歷史系，2007
- 任乃強，《華陽國志校補圖注》，上海：上海古籍出版社，2009
- 孔祥軍，《晉書地理志校注》，北京：新世界出版社，2012
- 胡阿祥、孔祥軍、徐成合著，《中國行政區劃通史·三國兩晉南朝卷》，上海：復旦大學出版社，2014
- 范曄，《後漢書》，維基文庫
- 房玄齡，《晉書》，維基文庫
- 沈約，《宋書》，維基文庫
- 魏收，《魏書》，維基文庫
- 李吉甫，《元和郡縣圖志》，維基文庫
- 樂史，《太平寰宇記》，維基文庫
- 歐陽忞，《輿地廣記》，維基文庫
- 酈道元，《水經注》，維基文庫